# Baldur (album)
Baldur è l'album di debutto del gruppo folk metal islandese Skálmöld. È stato distribuito in Islanda e nelle Fær Øer dall'etichetta faroese Tutl il 15 dicembre 2010 e distribuito nuovamente dalla Napalm Records a livello internazionale tra luglio e agosto 2011.

## Tematiche
Baldur è un concept album, che racconta la storia di un immaginario vichingo di nome Baldur; i testi, che si ispirano alle saghe islandesi e la mitologia nordica, sono interamente in islandese.
Una creatura demoniaca attacca la casa di Baldur e uccide sua moglie e i suoi figli, obbligandolo a intraprendere un'avventura per cercare vendetta, aiutato da due amici. Dopo molte peregrinazioni, combattono il loro nemico. Gli amici di Baldur muoiono nella battaglia finale e, sconfitto il nemico, Baldur muore a causa delle ferite e si ricongiunge ai suoi cari nella Valhalla.
Per la ridistribuzione dell'album, il gruppo incise una traccia bonus intitolata Baldur; l'ideazione del brano fu molto difficile, poiché doveva aggiungersi alla storia già completata.
I testi di Baldur si conformano al tradizionale metro allitterativo della lingua norrena, che combina melodie folk, con elementi dal melodic death, doom e thrash metal.
L'album e il protagonista vennero chiamati come Baldur Ragnarsson, chitarrista del gruppo e fratello di Snæbjörn, compositore principale del gruppo. Snæbjörn usa spesso per i personaggi, nomi che gli sono familiari o con cui ha delle connessioni.

## Tracce
Testi di Snæbjörn Ragnarsson, musiche di Skálmöld.
1. Heima – 2:12
2. Árás – 6:06
3. Sorg – 5:25
4. Upprisa – 6:34
5. För – 3:57
6. Draumur – 1:34
7. Kvaðning – 7:54
8. Hefnd – 5:06
9. Dauði – 6:31
10. Valhöll – 5:08

Tracce bonus della riedizione 2010
1. Baldur – 10:50
2. Kvaðning (Edit) – 4:50

## Formazione
- Björgvin Sigurðsson – voce, chitarra
- Baldur Ragnarsson – chitarra
- Snæbjörn Ragnarsson – basso
- Þráinn Árni Baldvinsson – chitarra
- Gunnar Ben – tastiere, oboe
- Jón Geir Jóhannsson – batteria
- Aðalbjörn Tryggvason (Sólstafir) – voce addizionale in Hefnd e Árás